# Церковь Покрова Пресвятой Богородицы (Кострина)
Церковь Покрова Пресвятой Богородицы (укр. Церква Покрови Пресвятої Богородиці) — деревянная православная церковь в селе Кострина, Ужгородского района, Закарпатской области Украины. Памятник бойковского деревянного зодчества.

## Описание
Церковь располагается в центре села на холме и в архитектурном плане представляет собой переходный тип от бойковского к лемковскому зодчеству. Памятник тяготеет больше к бойковской архитектурной школе, однако надстройка колокольни над западной частью, которая по высоте превысила центральный сруб, нарушила равновесие архитектурных масс и предоставила сооружению черты, типичные для лемковской архитектуры. Строгий геометризм архитектурных форм и наблюдательная галерея колокольни сближают её с деревянным оборонным зодчеством.
Церковь Покрова Пресвятой Богородицы, выполненная из еловых брусьев в 1645 году, была перевезена и поставлена на нынешнем месте в 1703 году из села Сянки Львовской области. Угловые соединения выполнены врубками в простой замок с потайным прямым шипом. В плане все три сруба близки к квадрату, центральный сруб шире других срубов. Все три объёма церкви перекрыты шатровыми заверениями с двумя уступами и окружены навесом на выпусках. Крыша, навес и стены над галереей покрыты гонтом. Сохранилась деревянная резьба XVIII века. Длина церкви составляет 15 метров, ширина — 7 метров, высота башни от фундамента — 14 метров.
В бабинец церкви ведут двери, обрамление которых в центре имеет острый силуэт, напоминающий по форме готический. Низкий темный бабинец как бы по контрасту усиливает просторность и светлость высокого раскрытого пространства среднего помещения, акцентирует внимание на иконостасе 1645 года. Иконы нарисованы на липовых досках, которые потемнели от покрытия лаком в течение веков. В церкви находится богато украшенное Евангелие, которое было куплено в 1871 году, а также старинное Евангелие датированное 1691 годом.
Над срубом бабинца в 1761 году надстроена каркасная колокольня. Крупнейший колокол было конфискован на военные нужды во время освободительной войны венгров во главе с Лайошом Кошутом в 1848—1849 годах. Новую партию колоколов изготовил в 1899 году литейщик Шандор Ласло в Малых Геевцах вблизи Ужгорода.
Сейчас церковь Святой Покровы принадлежит Украинской православной церкви Московского патриархата и переименована в Костринский монастырь.